# 눈사람 아저씨
눈사람 아저씨(영어: The Snowman)는 1978년에 간행된 레이먼드 브릭스 원작의 어린이 그림책이자 영상화한 애니메이션 작품이다.
그림책 눈사람 아저씨는 1978년 영국 해미시 해밀턴이 처음 출간했고 같은 해 11월 미국 랜덤하우스에서 출간했다. 이 책은 여러 상을 수상했으며 1982년 크리스마스에 연례 행사인 텔레비전 애니메이션 영화로 각색되었다.
이 책은 글자가 전혀 없고 색연필로만 삽화가 그려져 있다. 브릭스는 자신의 이전 저서인 괴물딱지 곰팡씨(Fungus the Bogeyman)에서 부분적으로 영감을 받았다고 말했다.

## 줄거리
어느 눈 내리는 겨울날, 한 소년은 한밤중에 살아나는 눈사람을 만든다. 그와 소년은 집에서 가전 제품, 장난감 및 기타 장식품을 가지고 놀면서 부모님을 깨우지 않을 만큼 조용히 있다.
가족 차의 불빛을 가지고 놀다가 듀오가 촛불 아래에서 먹는 잔치를 준비한다. 눈사람은 소년을 밖으로 데리고 나가 사우스 다운스 상공을 날기 시작하고 집으로 돌아오기 전에 브라이튼 부두에서 떠오르는 태양을 지켜본다. 아침에 눈을 뜬 소년은 눈사람이 녹아 있는 것을 발견한다.
2012년 라디오 타임스와의 인터뷰에서 브릭스는 "나는 행복한 결말이 없다. 나는 자연스럽고 불가피해 보이는 것을 만든다. 눈사람이 녹고, 부모님이 죽고, 동물이 죽고, 꽃이 죽는다. 모든 것이 그렇다. 특별히 우울한 것은 없다. 그것은 삶의 사실이다."라고 말했다. 그는 이 책이 크리스마스 책이라는 생각에 이의를 제기했으며, 이 요소를 소개하는 것은 애니메이션 각색일 뿐이라고 지적했다.